# 奥里兰迪亚
奥里兰迪亚是巴西戈亚斯州的一个市镇。总面积565.152平方公里，总人口4213人，人口密度7.5人/平方公里。